# Grünerbus
Grünerbus GmbH ist eine Busgesellschaft aus Wundschuh, Steiermark, Österreich. Sie betreibt Öffentlichen Personennahverkehr in der Steiermark.
Grünerbus wurde als Busgesellschaft im Jahre 1972 vom bereits verstorbenen Willibald Grüner gegründet. 1990 übernahm die Johann Ofner Transport Gesellschaft GmbH die Firma. Seitdem gehört Grünerbus zusammen mit anderen Verkehrsunternehmen als privates Busunternehmer mit Linienbetrieb zum steirischen Verkehrsverbund (Verbund Linie).
Grünerbus betreibt einige Buslinien in der Steiermark. Die Busse sind täglich in Graz, der Umgebung von Graz, in der Weststeiermark und der Südsteiermark im Linienbusverkehr unterwegs.

## Linien

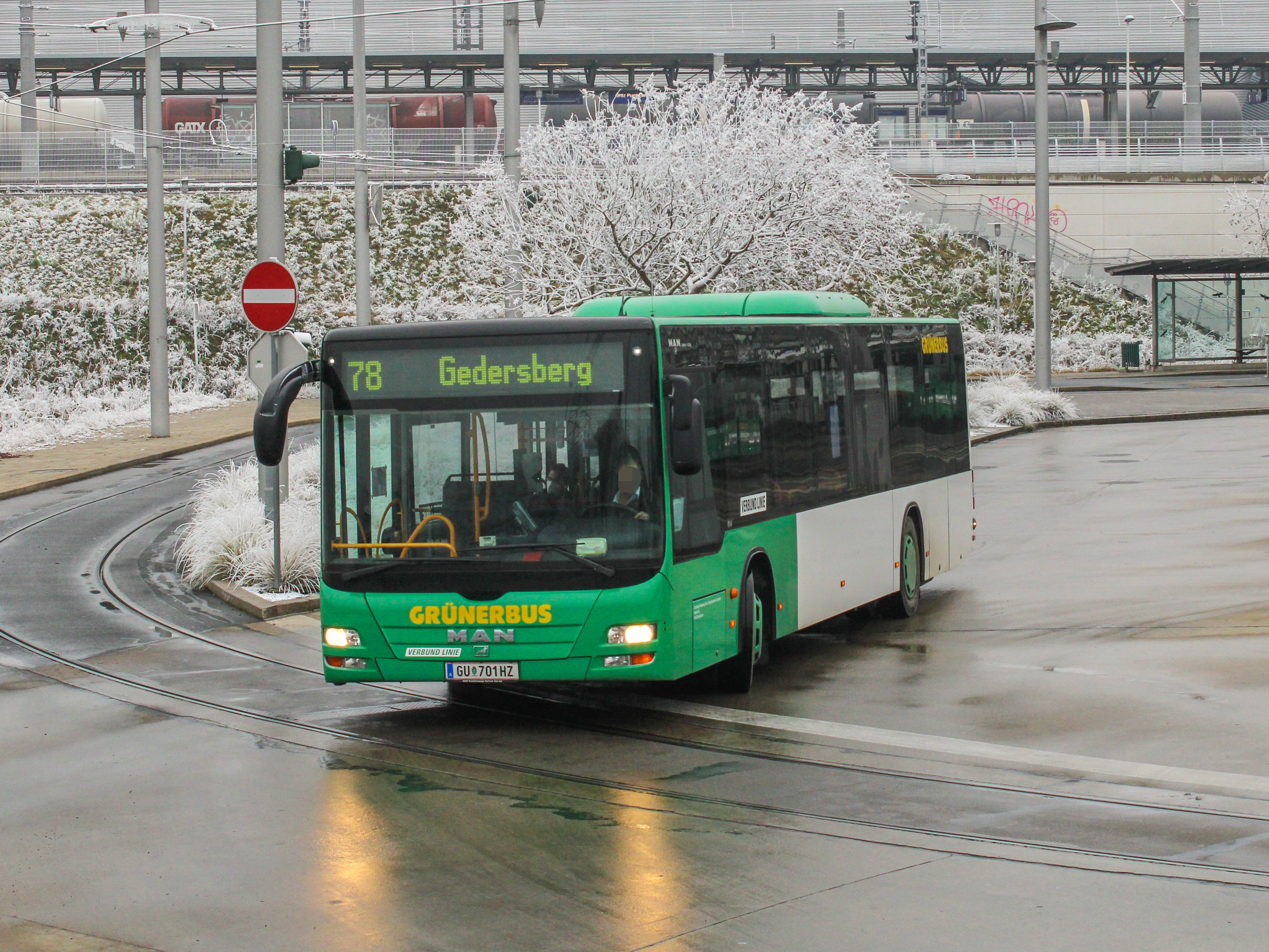
Grünerbus MAN Lion’s City als Linie 78 in Puntigam

Grünerbus betreibt zwei Stadtbuslinien (Linie 78 & 79) in Graz & und Graz Umgebung sowie sechs Regionalbuslinien (602, 618, 619, 640, 652 und 681) in der Steiermark, wobei die Linien 602, 618, 640 und 652 im Auftrag von Postbus betrieben werden. Außerdem ist Grünerbus als Subunternehmen der Graz Linien auch auf anderen Grazer Stadtbuslinien und fallweise Schienenersatzverkehren im Einsatz.
| Linie                            | Linienverlauf                                                 |
| -------------------------------- | ------------------------------------------------------------- |
| Liste der Linien der Graz Linien | Pirka/Gedersberg – Puntigam S                                 |
| Liste der Linien der Graz Linien | Pirka – Seiersberg – Pirka – Gedersberg                       |
| 602                              | Leibnitz – Hengsberg – Leitersdorf                            |
| 618                              | Leibnitz – Schrötten an der Laßnitz – Sankt Nikolai im Sausal |
| 619                              | Leibnitz – Ehrenhausen – Glanz                                |
| 640                              | Wundschuh – Graz                                              |
| 652                              | Ehrenhausen – Gamlitz – Kranach                               |
| 681                              | Graz – Wundschuh – Steindorf                                  |